# مارشا هنت (ممثلة)
مارشا هنت (بالإنجليزية: Marsha Hunt)‏ هي ممثلة أمريكية، ولدت في 17 أكتوبر 1917 بشيكاغو في الولايات المتحدة.

## أعمال

### أفلام
- (1940) كبرياء وتحامل
- (1941) زهور وسط الغبار
- (1943) الكوميديا الإنسانية
- (1952) الزمن السعيد

## وصلات خارجية
- مارشا هنت على موقع IMDb (الإنجليزية)
- مارشا هنت على موقع روتن توميتوز (الإنجليزية)
- مارشا هنت على موقع ألو سيني (الفرنسية)
- مارشا هنت على موقع تيرنر كلاسيك موفيز (الإنجليزية)
- مارشا هنت على موقع أول موفي (الإنجليزية)
- مارشا هنت على موقع قاعدة بيانات برودواي على الإنترنت (الإنجليزية)
- مارشا هنت على موقع قاعدة بيانات الأفلام السويدية (السويدية)
- مارشا هنت على موقع إن إن دي بي (الإنجليزية)
- مارشا هنت على موقع ديسكوغز (الإنجليزية)
- مارشا هنت على موقع قاعدة بيانات الفيلم (الإنجليزية)